# TT252
La tombe thébaine TT 252 est située à Cheikh Abd el-Gournah, dans la nécropole thébaine, sur la rive ouest du Nil, face à Louxor en Égypte.
C'est la tombe de Senimen, intendant, vivant au début de la XVIIIe dynastie ; il est un des précepteurs de Néférourê, la fille de la reine Hatchepsout.
Senimen est connu par plusieurs sources ; un cône funéraire conserve un certain nombre de titres, qui permettent de reconstituer sa carrière. Sur le cône, il apparaît comme enfant du Kep de Nebpéhtyrê,.
On ne sait pas grand-chose de sa famille. Sa mère est appelée Senemiah. Auparavant, il a été supposé que Senimen était le frère de Sénènmout, mais cela semble maintenant peu probable. Cependant, les deux semblent avoir des relations familiales, car Senimen et sa mère sont représentés dans la chapelle funéraire de Sénènmout.

## Description
La tombe est fortement détruite. Au-dessus de l'entrée est sculpté dans les rochers un groupe de statues, montrant Senimen assis sur le sol et tenant Néférourê et une femme debout à côté d'eux.